# Thelypteris rudiformis
Thelypteris rudiformis är en kärrbräkenväxtart som först beskrevs av Carl Frederik Albert Christensen, och fick sitt nu gällande namn av Alan Reid Smith. Thelypteris rudiformis ingår i släktet Thelypteris och familjen Thelypteridaceae. Inga underarter finns listade.